# Aulacosternus caledoniae
Aulacosternus caledoniae är en skalbaggsart som först beskrevs av Fauvel 1891.  Aulacosternus caledoniae ingår i släktet Aulacosternus och familjen stumpbaggar. Inga underarter finns listade i Catalogue of Life.